# Buckpasser
Buckpasser (1963-1978) est un cheval de course pur-sang anglais américain. Membre du Hall of Fame des courses américaines, il a été élu cheval de l'année aux États-Unis en 1966 avant de devenir un étalon de premier plan.

## Carrière de courses
Élevé par Ogden Phipps à Claiborne Farm, à Paris dans le Kentucky, ce grand poulain est déjà l'objet de tous les regards avant même de débuter en compétition : son modèle est réputé magnifique, proche de la perfection. Il débute en mai 1965 par une quatrième place : ce sera la seule fois de toute sa carrière qu'il ne termine pas sur le podium d'une course. Car rapidement, le poulain s'affirme comme le meilleur de sa génération, gagnant neuf de ses onze premières sorties.  Il est certes battu par une pouliche, Priceless Gem, dans le Aqueduct Futurity, mais il prend aisément sa revanche sur elle dans les Champagne Stakes. S'il est nommé meilleur 2 ans de l'année, le titre suprême de cheval de l'année lui échappe au profit d'une autre pouliche de 2 ans, Moccasin, qui partage cet honneur avec le 4 ans Roman Brother. Il n'empêche, Buckpasser est le grand favori de la Triple Couronne du printemps prochain.    
D'importants changements s'opèrent au début de l'année 1966 : William Winfrey, l'entraîneur de Buckpasser, a pris sa retraite et confié son cheval à Edward Neloy, tandis que son jockey attitré, Braulio Baeza le délaisse au profit du phénomène Graustark, qui a gagné trois petites courses à 2 ans mais dans un style éblouissant et qui vient de faire une rentrée impressionnante. C'est donc avec un nouveau jockey, Bill Shoemaker, que Buckpasser effectue sa rentrée, ponctuée par une deuxième place, avant de remporter  les Everglades Stakes, confirmant son statut de favori du Derby. La préparatoire suivante, les Flamingo Stakes, semble une telle formalité que les organisateurs de la course, craignant de perdre de l'argent, refusent de prendre des paris. Et ils ont failli avoir tort, car Buckpasser, menant la course en musardant, se relâche et manque de laisser la victoire avant de se ressaisir brillamment.     
Las, une blessure vient contrarier les plans de Buckpasser qui doit garder le box de longues semaines et manque les épreuves de la Triple Couronne. Il fait son retour dans une course mineure disputée le même jour que les Belmont Stakes, à nouveau associé à Baeza. Il retrouve le haut niveau dans l'Arlington Classic, et c'est une affaire de suprématie puisque si l'étoile filante Graustark a disparu de la circulation sur blessure, il doit affronter celui qui fut finalement le meilleur poulain du printemps, Kauai King, lequel n'est passé loin de la Triple Couronne puisqu'il a enchaîné le Kentucky Derby et les Preakness Stakes avant d'échouer à la quatrième place des Belmont Stakes. Mais de lutte il n'y aura pas puisque Kauai King se blesse durant le parcours et ne sera plus jamais revu en piste. Buckpasser, lui, n'en a cure et s'impose en battant au passage le record du monde du mile en 1'32"60, un record qui tiendra jusqu'à Dr. Fager en 1968. La suite de sa carrière est une litanie de victoires incluant l'American Derby (avec un record de la piste à la clef), les Woodward Stakes, les Travers Stakes ou encore la Jockey Club Gold Cup. À la fin de l'année, il devient le premier cheval à atteindre le million de dollars de gains avant d'avoir 4 ans. Il est élu cheval de l'année 1966.    
En 1967, Buckpasser continue à empiler les succès mais une nouvelle blessure le contraint à s'absenter plus de quatre mois avant de faire un retour gagnant dans le Metropolitan Handicap, sa quinzième victoire consécutive. En juin, il s'essaie pour la première fois sur une piste en gazon et connaît sa première défaite depuis un an. S'il semble un peu moins dominateur, il réalise toujours de superbes performances, mais ne gagne plus à tous les coups. Et pourtant il va devoir se surpasser pour la dernière course de sa carrière, programmer pour le 30 septembre. Ce jour-là en effet, les Woodward Stakes semblent bien être "la course du siècle". Au départ, trois énormes champions : Buckpasser et deux autres futurs membres du Hall of Fame des courses américaines, les deux chevaux qui lui succèderont au titre de cheval de l'année, le jeune et brillant Damascus, lauréat des Preakness Stakes et des Travers Stakes par pas moins de 22 longueurs, et l'ultra-rapide Dr. Fager. Buckpasser est favori, la course tient toutes ses promesses, mais c'est Damascus qui l'emporte, dix longueurs devant Buckpasser et Dr. Fager (Damascus et Buckpasser étant deux des trois seuls chevaux à avoir battu ce dernier). Pour se donner une idée du niveau de l'épreuve, il suffit de jeter un œil à la listel des 100 meilleurs chevaux de sport hippique américain du XXe siècle établie par le magazine The Blood-Horse : Dr. Fager est classé sixième, Buckpasser quatorzième et Damascus, peut-être un peu sous-estimé, seizième. C'est la dernière sortie en tout cas de Buckpasser, qui sera lui aussi introduit au Hall of Fame, en 1970.  

### Résumé de carrière
| Date         | Hippodrome     | Pays        | Course                      | Distance    | Jockey       | Place       | Écart       | Vainqueur ou deuxième |
| 1965, 2 ans  | 1965, 2 ans    | 1965, 2 ans | 1965, 2 ans                 | 1965, 2 ans | 1965, 2 ans  | 1965, 2 ans | 1965, 2 ans | 1965, 2 ans           |
| ------------ | -------------- | ----------- | --------------------------- | ----------- | ------------ | ----------- | ----------- | --------------------- |
| 13 mai       | Aqueduct       | États-Unis  | Maiden                      | 1 100 m     | B. Baeza     | 4e / 10     | 1 ¼         | Lonely Gambler        |
| 29 mai       | Aqueduct       | États-Unis  | Maiden                      | 1 000 m     | B. Baeza     | 1er / 8     | 2           | Exhibitionist         |
| 8 juin       | Aqueduct       | États-Unis  | Allowance                   | 1 100 m     | B. Baeza     | 1er / 9     | 1 ½         | Kentucky Kin          |
| 28 juin      | Aqueduct       | États-Unis  | National Stallion Stakes    | 1 100 m     | B. Baeza     | 1er / 6     | dead-heat   | Hospitality           |
| 7 juillet    | Aqueduct       | États-Unis  | Tremont Stakes              | 1 100 m     | B. Baeza     | 1er / 6     | enc.        | Spring Double         |
| 30 juillet   | Monmouth Park  | États-Unis  | Allowance                   | 1 100 m     | B. Baeza     | 1er / 6     | 7           | Model Fool            |
| 7 août       | Monmouth Park  | États-Unis  | Sapling Stakes              | 1 200 m     | B. Baeza     | 1er / 7     | 1/2         | Qiompta               |
| 28 août      | Monmouth Park  | États-Unis  | Hopeful Stakes              | 1 300 m     | B. Baeza     | 1er / 7     | 2 ½         | Impressive            |
| 11 septembre | Arlington Park | États-Unis  | Arlington Futurity          | 1 400 m     | B. Baeza     | 1er / 10    | 1/2         | Father's Image        |
| 25 septembre | Aqueduct       | États-Unis  | Futurity Stakes             | 1 300 m     | B. Baeza     | 2e / 9      | 1/2         | Priceless Gem         |
| 10 octobre   | Aqueduct       | États-Unis  | Champagne Stakes            | 1 600 m     | B. Baeza     | 1er / 9     | 4           | Our Michael           |
| 1966, 3 ans  |                |             |                             |             |              |             |             |                       |
| 14 février   | Hilaeah Park   | États-Unis  | Allowance                   | 1 400 m     | B. Shoemaker | 2e / 5      | 4 ½         | Impressive            |
| 23 février   | Hilaeah Park   | États-Unis  | Everglades Stakes           | 1 800 m     | B. Shoemaker | 1er / 8     | tête        | Stupendous            |
| 3 mars       | Hilaeah Park   | États-Unis  | Flamingo Stakes             | 1 800 m     | B. Shoemaker | 1er / 9     | nez         | Abe's Hope            |
| 4 juin       | Aqueduct       | États-Unis  | Allowance                   | 1 200 m     | B. Baeza     | 1er / 7     | 2           | Tim's Stringry        |
| 18 juin      | Delaware Park  | États-Unis  | Leonard Richard Stakes      | 1 800 m     | B. Baeza     | 1er / 6     | 3/4         | Buffle                |
| 25 juin      | Arlington Park | États-Unis  | Arlington Classic Handicap  | 1 600 m     | B. Baeza     | 1er / 8     | 3/4         | Creme Dela Creme      |
| 9 juillet    | Arlington Park | États-Unis  | Chicago Ann Stakes          | 1 800 m     | B. Baeza     | 1er / 5     | 3/4         | Whisper Jet           |
| 23 juillet   | Aqueduct       | États-Unis  | Brooklyn Handicap           | 2 000 m     | B. Baeza     | 1er / 5     | tête        | Buffle                |
| 6 août       | Arlington Park | États-Unis  | American Derby              | 1 800 m     | B. Baeza     | 1er / 9     | enc.        | Jolly Jet             |
| 20 août      | Saratoga       | États-Unis  | Travers Stakes              | 2 000 m     | B. Baeza     | 1er / 6     | 3/4         | Ambrod                |
| 1er octobre  | Aqueduct       | États-Unis  | Woodward Stakes             | 2 000 m     | B. Baeza     | 1er / 9     | 3/4         | Royal Gunner          |
| 19 octobre   | Aqueduct       | États-Unis  | Lawrence Realization Stakes | 2 600 m     | B. Baeza     | 1er / 5     | 2 ½         | Ring Twice            |
| 29 octobre   | Aqueduct       | États-Unis  | Jockey Club Gold Cup        | 3 200 m     | B. Baeza     | 1er / 7     | 1 ¾         | Niarkos               |
| 31 décembre  | Santa Anita    | États-Unis  | Malibu Stakes               | 1 400 m     | B. Baeza     | 1er / 9     | 3/4         | Drin                  |
| 1967, 4 ans  |                |             |                             |             |              |             |             |                       |
| 14 janvier   | Santa Anita    | États-Unis  | San Fernando Stakes         | 1 800 m     | B. Baeza     | 1er / 6     | 1 ½         | Fleet Host            |
| 30 mai       | Aqueduct       | États-Unis  | Metropolitan Handicap       | 1 600 m     | B. Baeza     | 1er / 6     | 1 ¼         | Yonder                |
| 17 juin      | Aqueduct       | États-Unis  | Bowling Green Handicap      | 2 400 m     | B. Baeza     | 3e / 5      | 4 ½         | Poker                 |
| 4 juillet    | Aqueduct       | États-Unis  | Suburban Handicap           | 2 000 m     | B. Baeza     | 1er / 7     | 1/2         | Ring Twice            |
| 22 juillet   | Aqueduct       | États-Unis  | Brooklyn Handicap           | 2 000 m     | B. Baeza     | 2e / 5      | 8           | Handsome Boy          |
| 30 septembre | Aqueduct       | États-Unis  | Woodward Stakes             | 2 000 m     | B. Baeza     | 2e / 6      | 10          | Damascus              |

## Au haras
Syndiqué pour $ 4 800 000 en vue de sa carrière d'étalon (le prix d'une part est fixé à $ 150 000, un record à l'époque), Buckpasser s'avère un excellent reproducteur. Il est notamment le père de deux lauréates de l'Eclipse Award de la meilleure 2 ans de l'année : La Prevoyante (également cheval de l'année au Canada, par une fille de la grande poulinière Natalma) et Numbered Account, future mère de l'étalon Private Account. D'ailleurs c'est surtout en tant que père de mères qu'il va briller, obtenant quatre titres de tête de liste des pères de mères en Amérique du Nord (1983, 1984, 1988, 1989). Ses filles ont ainsi donné dont les membres du Hall of Fame Easy Goer et Slew o' Gold, le champion britannique El Gran Señor ou encore les étalons influents que furent Seeking The Gold, Miswaki (le père de l'immense Urban Sea) et Woodman. Une autre de ses filles, Spring Adieu, issue de Natalma, est la mère de Razyana (par His Majesty), qui a son tour a donné le chef de race Danehill.
Buckpasser s'est éteint relativement jeune, à 15 ans, et repose au cimetière équin de Claiborne Farm.

## Origines
Buckpasser est le joyau de son père, le grand champion et membre du Hall of Fame Tom Fool, cheval de l'année en 1953. Sa mère Busanda, une fille du grand War Admiral, fut une excellente jument, l'une des meilleures de sa génération. C'est une petite fille de La Troienne, une jument-base issue de l'élevage de Marcel Boussac qui a profondément influencé les courses américaines. Notons aussi l'inbreeding sur un autre Français, Teddy, lui aussi grand reproducteur.  

### Pedigree
| Origines de Buckpasser (USA), mâle bai né en 1963 | Origines de Buckpasser (USA), mâle bai né en 1963 | Origines de Buckpasser (USA), mâle bai né en 1963 | Origines de Buckpasser (USA), mâle bai né en 1963 |
| ------------------------------------------------- | ------------------------------------------------- | ------------------------------------------------- | ------------------------------------------------- |
| Père Tom Fool 1949                                | Menow 1935                                        | Pharamond 1925                                    | Phalaris                                          |
| Père Tom Fool 1949                                | Menow 1935                                        | Pharamond 1925                                    | Sélène                                            |
| Père Tom Fool 1949                                | Menow 1935                                        | Alcibiades 1927                                   | Supremus                                          |
| Père Tom Fool 1949                                | Menow 1935                                        | Alcibiades 1927                                   | Regal Roman                                       |
| Père Tom Fool 1949                                | Gaga 1942                                         | Bull Dog 1927                                     | Teddy                                             |
| Père Tom Fool 1949                                | Gaga 1942                                         | Bull Dog 1927                                     | Plucky Liege                                      |
| Père Tom Fool 1949                                | Gaga 1942                                         | Alpoise 1937                                      | Equipoise                                         |
| Père Tom Fool 1949                                | Gaga 1942                                         | Alpoise 1937                                      | Laughing Queen                                    |
| Mère Busanda 1947                                 | War Admiral 1934                                  | Man O'War 1917                                    | Fair Play                                         |
| Mère Busanda 1947                                 | War Admiral 1934                                  | Man O'War 1917                                    | Mahubah                                           |
| Mère Busanda 1947                                 | War Admiral 1934                                  | Brushup 1929                                      | Sweep                                             |
| Mère Busanda 1947                                 | War Admiral 1934                                  | Brushup 1929                                      | Annette K                                         |
| Mère Busanda 1947                                 | Businesslike 1939                                 | Blue Larkspur 1926                                | Black Servant                                     |
| Mère Busanda 1947                                 | Businesslike 1939                                 | Blue Larkspur 1926                                | Blossom Time                                      |
| Mère Busanda 1947                                 | Businesslike 1939                                 | La Troienne 1926                                  | Teddy                                             |
| Mère Busanda 1947                                 | Businesslike 1939                                 | La Troienne 1926                                  | Helene de Troie (famille 1-x)                     |